# ووادیسواف فیلیپکوفسکی
ووادیسواف فیلیپکوفسکی (لهستانی: Władysław Filipkowski); (۱ مهٔ ۱۸۹۲ – ۱۷ آوریل ۱۹۵۰) فرمانده نظامی ارتش لهستان بود. در طول جنگ جهانی دوم او از فرماندهان ارتش میهنی و مسئول بخش لووف بود که در قیام لووف نقش داشت.
ووادیسواف یاکوب فیلیپکوفسکی در ۱ مه ۱۸۹۲ در روستایی نزدیک سوواوکی که در آن زمان با نام سرزمین ویستولا جزئی از امپراتوری روسیه بود به دنیا آمد. در سال ۱۹۰۹ او به گالیسیا رفت که تنها بخش از لهستان تجزیه شده بود که در آن آموزش به زبان لهستانی مجاز بود. او در آنجا مشغول به تحصیل در رشته حقوق دانشگاه لووف گشت و به‌طور همزمان در لووف پلی‌تکنیک مهندسی ماشین می‌خواند. در همین ایام او به سازمان شبه‌نظامی انجمن تفنگداران پیوست و به دلیل آغاز جنگ جهانی اول نتوانست تحصیلات خود را به پایان ببرد.
در ۱ اوت ۱۹۱۴ فیلیپکوفسکی به هنگ‌های لهستانی پیوست و در مناطق مختلفی مانند کوه‌های کارپات، بوکوفینا و وولینیا خدمت نمود. با آغاز بحران سوگند در سال ۱۹۱۷ او توسط آلمانی‌ها زندانی شد تا آنکه یک سال بعد آزاد و به ارتش تازه تأسیس لهستان پیوست. در آنجا او آجودان مارشال یوزف پیلسودسکی فرمانده کل قوا لهستان شد. در زمان جنگ لهستان-شوروی فیلیپکوفسکی را نوامبر ۱۹۱۹ به لووف فرستادند تا به عنوان مسئول شاخه محلی سرویس امنیت لهستان به عملیات‌های اطلاعاتی و ضداطلاعاتی بپردازد و او تا هنگام صلح ریگا در همین بخش باقی ماند.
در هنگام کودتای مه فیلیپکوفسکی و هنگ پیاده‌نظام تحت امر او از کودتاچیان حمایت نمودند. با آغاز تهاجم به لهستان در سال ۱۹۳۹ او فرماندهی چند واحد پیاده‌نظام که به سرعت ایجاد شده بودند را به عهده داشت تا آنکه در ۲ اکتبر ۱۹۳۹ توسط شوروی اسیر و در لووف زندانی شد. مدتی بعد او توانست از زندان بگریزد و به ناحیه تحت اشغال آلمان نازی در لهستان برود و پس از مدتی به سرویس پیروزی لهستان که یک گروه مقاومت بود بپیوندد. این سازمان مدتی بعد به اتحادیه مبارزه مسلحانه و سپس به ارتش میهنی تبدیل شد. به عنوان یکی از افسران عالی‌رتبه لهستانی که شهر لووف را به خوبی می‌شناخت و چهره شناخته شده‌ای در نزد عموم نبود، تبدیل به یک نامزد مناسب برای فرماندهی واحدهای مقاومت در لووف شد. به همین جهت در اوایل سال ۱۹۴۰ با نام مستعار جهت سازماندهی به نیروهای مقاومت به شهر لووف بازگشت. در آن زمان شهر هنوز در اشغال نیروهای شوروی بود اما در ۱۹۴۱ به اشغال آلمان نازی درآمد.
در ۱ اوت ۱۹۴۳ فیلیپکوفسکی به فرماندهی تمام واحدهای مقاومت در آن منطقه منصوب شد و در سال ۱۹۴۴ واحدهای تحت امر او عملیات تندباد را در آن ناحیه آغاز نمودند. واحدهای ارتش میهنی به همراهی ارتش سرخ طی قیام لووف کنترل شهر را از آلمان نازی خارج کردند. پسر او نیز که جزئی از نیروهای مقاومت بود در روزهای آخر قیام ورشو جان خود را از دست داد.
به محض آزادی شهر، فیلیپکوفسکی در ۳ اوت ۱۹۴۴ به دیدار میخاو رولا-ژیمرسکی در ژیتومیر فراخوانده شد اما در آنجا توسط اِن‌کاوه‌ده بازداشت شد. بسیاری از دیگر نیروهای مقاومت لهستانی نیز یا توسط شوروی بازداشت شدند یا آنکه به نواحی تحت اشغال آلمان گریختند. فیلیپکوفسکی در زندان‌های مختلف شوروی زندانی بود تا آنکه در نوامبر ۱۹۴۷ به وزارت امنیت ملی لهستان تحویل داده شد که این وزارت پس از مدتی بازجویی او را آزاد نمود.
وادیسواو فیلیپکوفسکی در پینسک که از نواحی بازیابی شده بود اقامت گزید تا آنکه در ۱۹۵۰ درگذشت و در گورستان پوونسکی ورشو دفن شد.

## مدال‌ها و افتخارات
- صلیب نقره نشان فضیلت نظامی (۱۹۲۲)
- صلیب افسران نشان افتخار تولد لهستان (۱۹۳۶)
- صلیب استقلال (۱۹۳۱)
- صلیب دلاوری (لهستان)
- صلیب لیاقت (لهستان) (۱۹۲۸)
- صلیب فرماندهان همراه با ستاره نشان تاج رومانی (۱۹۳۹)